# Jeremy Bulloch
Jeremy (Andrew) Bulloch, (Market Harborough, 16 februari 1945 - Tooting, 17 december 2020) was een Brits acteur. Hij verwierf voornamelijk bekendheid door zijn rol als Boba Fett in de Star Wars-franchise.

## Filmografie

### Film
- 1958 - A Night to Remember
- 1959 - Carry On Teacher
- 1959 - The Cat Gang
- 1960 - A French Mistress
- 1960 - Caught in the net
- 1961 - Spare The Rod
- 1962 - The Devil's Agent
- 1962 - Play it Cool
- 1963 - Summer Holdiay
- 1965 - The Dawn Killer
- 1966 - The Idol
- 1969 - Las Leandras
- 1970 - Hoffman
- 1970 - The Virgin and the Gypsy
- 1971 - Mary Queen of Soots
- 1973 - O Lucky Man!
- 1974 - Can You Keep It Up for a Week?
- 1974 - Only a Scream Away
- 1976 - Escape from the Dark
- 1977 - The Spy Who Loved Me
- 1977 - The Littlest Horse Thieves
- 1978 - King Richard the Second
- 1980 - Star Wars: Episode V - The Empire Strikes Back
- 1981 - For Your Eyes Only
- 1982 - Return of the Ewok
- 1982 - The World Cup A Captain's Tale
- 1983 - Octopussy (Vermeld als Jeremy Bullock)
- 1983 - Star Wars: Episode VI - Return of the Jedi
- 1993 - Swing Kids
- 1996 - Giving Tongue
- 1996 - Princess in Love
- 2003 - Advanced Warriors
- 2004 - Comic Book: The Movie
- 2004 - Number One Longing Number Two Regret
- 2005 - Star Wars Episode III - Revenge of the Sith
- 2006 - Order of the Sith Downfall
- 2006 - Night Traveler
- 2009 - Turpin
- 2015 - Elstree 1976

### Televisie
- 1960 - Counter-Attack!
- 1960 - The Chequered Flag
- 1961 - The Arthur Askey Show
- 1961 - Billy Bunter of Greyfriars School
- 1965 - Doctor Who The Space Museum
- 1965-1968 - The Newcomers
- 1972 - Crown Court
- 1972 - Pathfinders
- 1973 - Doctor Who: The Time Warrior
- 1974 - Man About the House
- 1978 - The Professionals
- 1978 - George and Mildred
- 1979-1981 - Agory
- 1981 - Only When I Laugh
- 1983-1985 - Robin of Sherwood
- 1985 - Chocky's Children
- 1985 - Jenny's War
- 1987 - Boon
- 1989 - After Henry
- 1989-1993 - Casualy
- 1992-1996 - The Bill
- 1994 - Faith
- 1995 - Dangerfield
- 1999 - Aristocrats
- 2002 - Spooks
- 2006-2008 - Doctors
- 2008 - Bonekickers
- 2009 - Law & Order: UK
- 2009 - Starhyke
- 2012 - Russell Howard's Good News

- Biblioteca Nacional de España: XX1216561
- Gemeinsame Normdatei: 1141687747
- International Standard Name Identifier: 0000 0001 1476 8887
- Library of Congress Control Number: no2010071370
- MusicBrainz: 317a7340-3722-4392-a6eb-60089c5219b0
- Nationale Bibliotheek van Tsjechië: xx0174461
- Virtual International Authority File: 86981133
- WorldCat: E39PBJpJdvwb9fk9DVCMhbQDv3